# DYN (rivista)

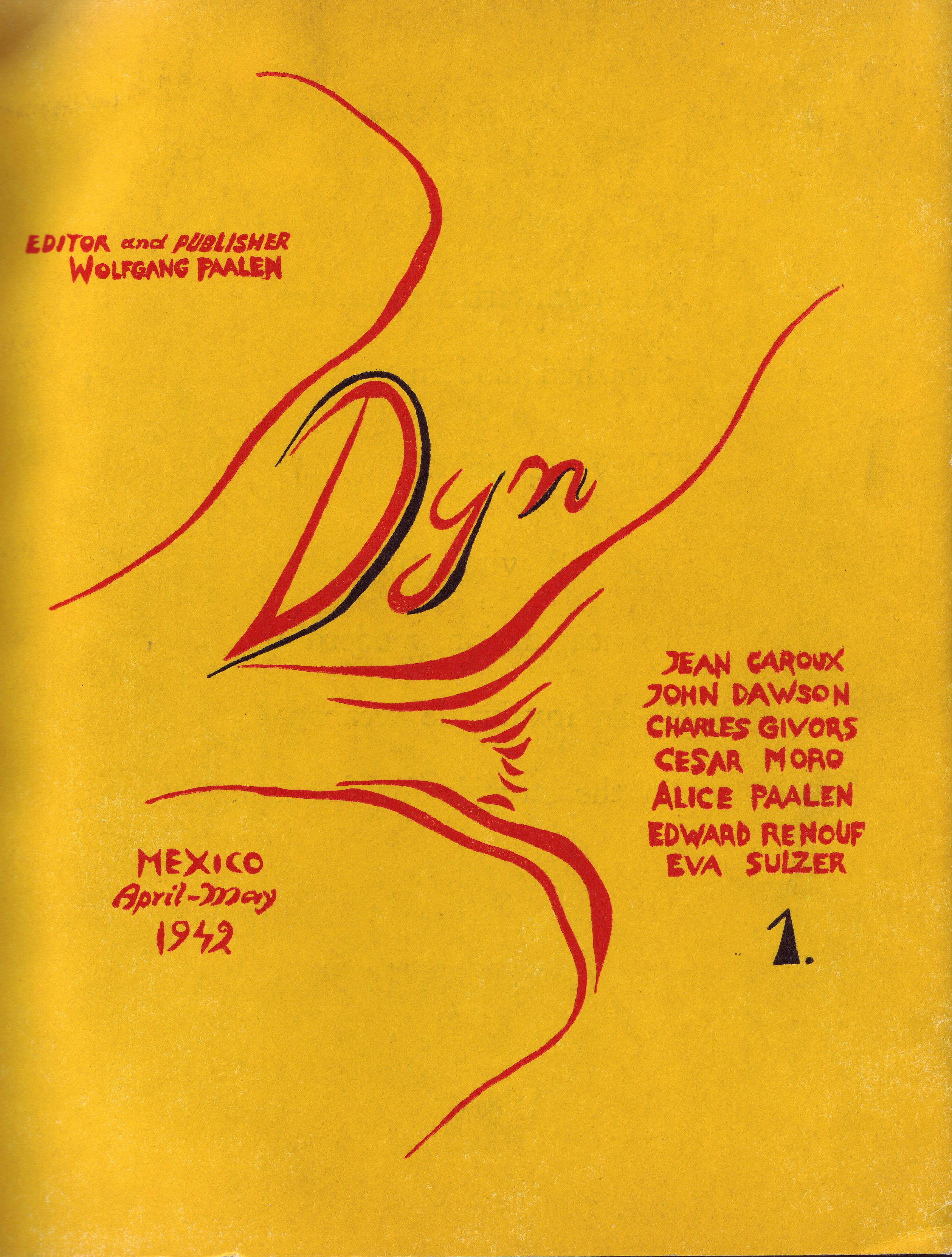
Il primo fascicolo della rivista DYN, 1942

DYN (titolo derivato dal greco κατὰ τὸ δυνατόν, ciò che è possibile), fu una rivista fondata dall'artista surrealista Wolfgang Paalen mentre era in esilio in Messico durante la seconda guerra mondiale. Come editore della rivista DYN Paalen ottenne il maggiore riconoscimento negli Stati Uniti, divenendo uno dei teorici dell'arte più influenti nel periodo bellico.

## Storia editoriale
Abbreviazione di tó dynaton, la scelta del termine DYN condensava la visione di Paalen della pittura quale fonte di possibilità latenti. Come la contrazione della parola evocativa dynaton in DYN, l'arte di Paalen cercava infatti di restringere il mondo visibile in qualcosa di meno esplicito e quindi più concentrato, dotato di potenzialità e di allusioni liriche.
Il periodico venne pubblicato a Città del Messico e distribuito a New York, Parigi e Londra fra il 1942 ed il 1944. Uscirono soltanto sei fascicoli, di cui un numero doppio.
Edito in inglese e francese, con vasta tiratura a New York e nei circoli artistici messicani, divenne uno dei maggiori portavoce di teoria e critica durante la guerra. Sulle sue pagine vennero presentati dipinti di Jackson Pollock, Roberto Matta e Harry Holtzman; vennero inseriti saggi sull'arte dell'area del Pacifico nordoccidentale e sulle sculture precolombiane, testi di Paalen sull'eredità del cubismo e contributi di Robert Motherwell sullo stato del surrealismo.
Il desiderio di Paalen di esprimere le proprie idee attraverso una rivista autonomamente gestita aveva fondamento in una complessa differenza di vedute con André Breton, che risaliva ai tempi della collaborazione a Parigi nell'ambito del gruppo surrealista alla fine degli anni trenta. Fin dall'inizio Paalen si era trovato in dissenso con l'affermazione categorica di Breton che poneva la dialettica marxista, il materialismo dialettico, come base dell'essere poetico, che secondo Paalen contraddiceva la propria concezione basata sulle tradizioni mistiche ed esoteriche. Paalen cercò una soluzione del problema attraverso una frattura radicale con le vecchie teorie, che volle sostituire con la propria filosofia della possibilità.
In generale, seguendo Aristotele, la materia dovrebbe essere considerata in modo tale da mettere in evidenza la possibilità, che elimina ogni preconcetto. Paalen si rispecchiava in questo principio che veniva confermato nei diversi campi del sapere attraverso la propria formazione; la sua attenzione in DYN spaziava dal senso attuale del cubismo, alla meccanica quantistica, alla ricerca etnologica dell'arte precolombiana, in particolare dei Maya e degli Olmechi e soprattutto dell'arte totemica della Columbia Britannica, alla cui cultura matrilineare ed al cui concetto di spazio nella scultura e nella pittura era particolarmente interessato.
Per la sua idea della pittura quale terreno più aperto alla possibilità, Paalen ricorse pure alla disputa tra Goethe e Newton sulla vera natura della luce, con riferimento anche alla meccanica quantistica di Louis de Broglie: «la domanda se esistano i colori nella luce bianca, prima che il prisma ne causi il frazionamento, appare equidistante dalle idee di Goethe e di Newton. Infatti la nuova fisica risponde che i colori sono compresenti, ma soltanto nel bianco, il quale accoglie una possibilità di accadimenti che ci viene chiarita se effettivamente si realizza. È possibile. Ciò significa forse che la nuova fisica avrebbe audacemente consegnato la certezza alla possibilità? È possibile. E di fronte alla prova concreta che non esiste una divisione tra verità interiore ed esteriore, bensì soltanto una linea di confine ideale e precaria: non possiamo aggiungere che ciò che è concepibile è anche possibile?»
La conoscenza della nuova fisica e della nuova filosofia portarono Paalen ad una visione autonoma notevolmente vicina a quella della fisica che aveva segnato lo sviluppo della meccanica quantistica, raggiungendo risultati simili e contemporanei a quelli di Heisenberg per una conferma della teoria dei colori di Goethe alla luce della meccanica quantistica.
In una conferenza Heisenberg espresse riflessioni sulla teoria dei colori di Goethe e di Newton alla luce della fisica moderna, segnalando i pericoli che scaturivano da un'attività scientifica nella quale l'astrazione matematica avrebbe potuto permettere di porre termine all'esperienza sensoriale diretta del mondo. Anche se Paalen non poteva conoscere il discorso di Heisenberg, la situazione moralmente precaria nella quale la falange internazionale della fisica nucleare si trovava all'epoca era intuibile e l'artista fece appello all'idea della complementarità culturale come richiamo alla difesa di tutti i valori umani contro lo scatenarsi della guerra. Di questa motivazione etica la rivista DYN si fece portavoce in tutti i sei fascicoli.

## Pubblicazione e distribuzione
Eva Sulzer e Octavio Barreda (curatore delle Letras de Mexico e successivamente di El Hijo pródigo) prefinanziarono il progetto. Barreda organizzò anche la distribuzione internazionale. In Messico la rivista era disponibile presso la libreria Ediciones Quetzalm, in cui lavorava César Moro; a New York era in vendita presso Gotham Book Mart, Weyhe Bookstore, Wakefield Gallery, e dal 1943 anche presso la libreria dell'esule di Amburgo Georg Wittenborn; a Londra e Parigi era reperibile rispettivamente presso le gallerie Zwemmer e Maeght.
Una xilografia originale firmata venne inserita in ciascuno dei primi sessanta esemplari di ogni fascicolo, colorata a mano nelle prime venti uscite. Le riproduzioni a colori a pagina intera, i lunghi saggi, le poesie, gli aforismi, le recensioni di libri o di mostre recenti, malgrado le difficoltà tecniche per la stampa in Messico, contribuirono ad elevare la rivista ai livelli di Minotaure e di Cahiers d'Art.
Nel 2000 la rivista venne ripubblicata sotto forma di monografia con il titolo Wolfgang Paalen’s Dyn: The Complete Reprint.

## Collaboratori
Paalen dominò l'organizzazione dei contenuti, di cui finanziò il primo numero quasi interamente da solo. In totale pubblicò sette lunghi saggi ed una numerosa serie di critiche, articoli e contributi letterari più brevi. La lista dei curatori e collaboratori, autori di recensioni o di illustrazioni, si ampliò considerevolmente già dopo il primo fascicolo e man mano si arricchì di pensatori e di artisti, fra i quali Alice Rahon, Eva Sulzer, José Miguel Covarrubias, César Moro, Henry Miller, Anaïs Nin, Gordon Onslow Ford, Robert Motherwell, Manuel Álvarez Bravo, William Baziotes, Roberto Matta, Jackson Pollock, Harry Holtzman e Henry Moore.

## Influenza culturale
Nella primavera del 1942 l'ambiente artistico newyorchese accolse la prima uscita della rivista con stupefatta ammirazione. Peggy Guggenheim ne fu talmente entusiasta da richiedere subito al gallerista di Paalen, Julien Levy, di tenerle da parte uno dei quadri che Paalen aveva lasciato a Parigi.
Paalen stesso annotò il successo della prima uscita della rivista, descrivendo la reazione appassionata del pubblico, manifestatosi attraverso la grande quantità di corrispondenza ricevuta: "lettere entusiaste ma anche critiche e cataste di manoscritti". I pochi esemplari che raggiunsero l'Europa durante la guerra vennero inoltrati da artisti e filosofi.
Le idee espresse sulla rivista influenzarono le giovani generazioni di artisti newyorchesi, lasciando chiare tracce nelle loro concezioni. In particolare Robert Motherwell tradusse in inglese il saggio L'image nouvelle (The New Image) di Paalen e nel 1945 pubblicò una scelta di articoli tratti da DYN nel volume Form and Sense, in occasione della mostra personale di Paalen presso la galleria Art of This Century di Peggy Guggenheim. Form and Sense fu il primo volume della collana Problems of Contemporary Art, nella quale poco più tardi comparve anche Possibilities, il manifesto dell'espressionismo astratto curato da Motherwell e Harold Rosenblum.
Lo stesso André Breton, che alla pubblicazione del primo fascicolo di DYN aveva interrotto bruscamente i contatti con Paalen, di fatto proseguiva con lui uno scambio di opinioni velatamente attraverso la propria rivista VVV. Se pure la riappacificazione fra i due artisti avvenne ufficialmente soltanto nel 1953, già nel 1944 Breton ammise che la critica di Paalen al surrealismo era giustificata, e che i surrealisti "avevano lasciato a Paalen piena licenza di dire ciò che voleva, senza avere i mezzi di ribattere o almeno di porsi ai suoi livelli, conferendogli la vittoria".
Inoltre nel 1945 Breton si espresse su Paalen con Benjamin Péret in questo modo: «In ultima analisi Paalen è stato l'unico che ha tentato di fare qualcosa, ed è un vero peccato che quel qualcosa fosse un po' contro di noi. Ma io mi riservo con sufficiente libertà di riconoscere ciò che egli è e ciò di cui egli è capace. E in generale valuto che nelle attuali circostanze sia meno importante attenersi a vecchie regole, che non proseguire con nuove proposte». La tesi di un dialogo sotterraneo fra DYN e VVV venne portata avanti da critici come Andreas Neufert e Yve-Alain Bois.

## Fascicoli
Ogni numero trattava vari soggetti e temi, quali la poesia, le arti visive, l'antropologia, la scienza e la filosofia.
Nel primo fascicolo (aprile-maggio 1942) Paalen enfatizzò la propria volontà di rimettere in discussione alcune basi della teoria surrealista ed annunciò pubblicamente all'amico Breton il proprio "addio al surrealismo". L'intenzione principale di tale provocazione era prendersi gioco degli atteggiamenti dogmatici impliciti nella teoria surrealista. Il numero conteneva anche il saggio The New Image (L'immagine nuova), con il quale Paalen tentava di trovare criteri per il vero modernismo in pittura, scardinando gli assiomi ed attribuendo alla pittura stessa un'essenza "pre-figurativa" non legata ai contenuti della memoria personale dell'artista.
Nel secondo fascicolo (luglio-agosto 1942) Paalen pubblicò un sondaggio sul materialismo dialettico, per sondarne la validità scientifica, che doveva provocare i surrealisti e motivarli ad un nuovo inizio. Il sondaggio consisteva in tre domande poste a due dozzine di eminenti studiosi e scrittori, con la pubblicazione delle risposte ricevute. In modo provocatorio e diretto Paalen indagò sulla validità accademica della filosofia di Marx e di Engels in quanto scienza. Fra le personalità cui si era rivolto, Paalen ricevette risposta da Albert Einstein, Clement Greenberg e Bertrand Russell. La maggioranza rispose negativamente a tutte le domande; in particolare Russell specificò senza giri di parole di considerare la metafisica sia di Hegel sia di Marx quale pura assurdità: la pretesa di Marx di essere scientifico non era più giustificata di quella di Mary Baker Eddy. Il fascicolo conteneva anche Surprise and Inspiration (Sorpresa ed ispirazione), la difesa di Paalen della percezione cognitiva dell'ispirazione.
Il terzo numero venne pubblicato nell'autunno del 1942 con il saggio di Paalen Art and Science (Arte e Scienza) sulla disputa fra Goethe e Newton a proposito della luce. Paalen adattò il dibattito al pericoloso disequilibrio fra nozioni scientifiche ed artistiche nel mondo moderno minacciato dalla bomba atomica. Il fascicolo conteneva anche i testi poetici di Gustav Regler, Edward Renouf, Henry Miller, Anaïs Nin, Valentine Penrose, César Moro ed Alice Paalen.

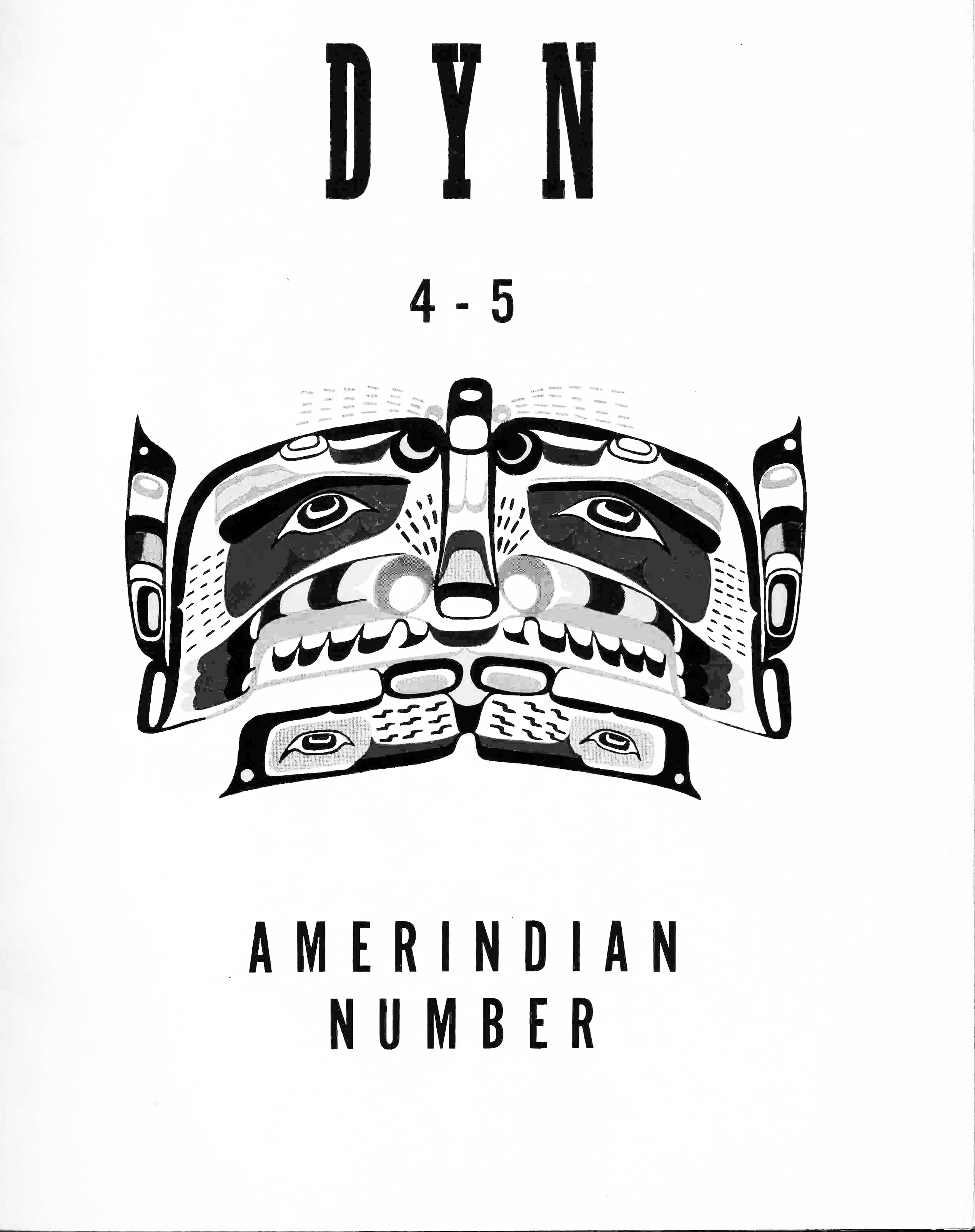
Fascicolo 4-5, Amer-Indian, 1943

Il quarto e quinto numero vennero pubblicati insieme dopo una lunga malattia di Paalen e vennero intitolati "Amer-Indian Number" (DYN 4-5). In essi era contenuto il lungo saggio preannunciato sull'arte totemica, concernente la visione di Paalen dell'arte degli antenati delle popolazioni indigene della Columbia Britannica. Nei fascicoli vennero inseriti contributi di antropologi ed archeologi famosi quali Alfonso Caso (The Codices of Azoyu), Miguel Covarrubias (Tlatilco, Archaic Mexican Art and Culture, sugli Olmechi), Maud Worcester Makemson (The Enigma of Maya Astronomy), Jorge Enciso (Seals of the Ancient Mexicans), Miguel Angel Fernandez (New Discoveries in the Temple of the Sun in Palenque), Carlos R. Margain Araujo (The Painting in Mexican Codices) e Francisco Diaz de Leon (Gabriel Vicente Gahona). Con il saggio Birth of Fire (Nascita di fuoco) Paalen arricchì il discorso mitologico surrealista con la propria interpretazione di Prometeo, quale simbolo degli artisti primordiali che marcarono il cambiamento epocale dalle culture matriarcali a quelle patriarcali, e della piramide quale simbolo di "madre terra" derivato dall'apparizione di un nuovo vulcano, derivato dalla visita al Parícutin.
Il sesto ed ultimo fascicolo era interamente dedicato all'arte contemporanea. Nel saggio di Paalen On the Meaning of Cubism Today, il cubismo era presentato quale modello per la potenzialità auto riflettente e l'implicita spazialità ottenute in pittura attraverso il ritmo, la luce ed il colore. Nello stesso numero vennero pubblicati il saggio di Robert Motherwell The Modern Painter´s World insieme a contributi e testi poetici di Jacqueline Johnson (The Earth e Exposition Alice Paalen), Miguel Covarrubias (La Venta), Anaïs Nin (The Eye´s Journey), Gustav Regler (L´Île à Deux Faces e Rencontre des Villes), César Moro (Le Temps) ed Eva Sulzer (Rêves de Papillons).